# 磯江俊道
磯江俊道（1969年5月27日—）是日本作曲家、編曲家。

## 活動
主要以PC遊戲的主題曲與背景音樂的作曲為主。近年經常擔任志倉千代丸所做樂曲的編曲者。

## 作品樂曲
- 吸血殲鬼VJEDOGONIA - 《WHIGHT NIGHT》（作曲、編曲)
- - OP《HOLY WORLD》（作曲、編曲），ED《天意悠久》（作曲、編曲）
- 機神咆吼Demonbane - 《人、神、機 -Man God Machine-》（作曲、編曲），《Shadow in the dark》（作曲、編曲）
- Your Memories Off～Girl's Style～ - （編曲）、《Re-birth》（作曲、編曲）
- Phantom -PHANTOM OF INFERNO-、Phantom INTEGRATION - 《Fly》（作曲、編曲）
- 塵骸魔京 - 《残光》（作曲、編曲）
- 少女愛上姐姐

## 外部連結
- （日語） ZIZZ STUDIO （页面存档备份，存于）